# Hilatura de Portolín
Hilatura de Portolín, Sociedad Anónima (conocida como Hilaturas o Hilaturas de Portolín) fue una empresa textil radicada en Molledo (Cantabria), fundada en 1902 y desaparecida en 2004.

## Historia
La empresa Hilatura de Portolín, Compañía Anónima, registrada en Santander el 31 de enero de 1902, estableció su planta para la fabricación de hilo de lino en Molledo-Portolín. Comenzó su emisión de acciones en 1903 (1.800 acciones de 500 pesetas cada una). En 1912 la fábrica sufrió un importante incendio.
A comienzos de los años 80 se produjo la primera gran crisis con reducción de plantilla, pasando de 325 trabajadores a 185. Esa misma década se produjo una suspensión de pagos, tras la que Monthisa (Montoro e Hijos, S.A.) se hizo con la propiedad de la empresa. En 1992 se produjo otra suspensión de pagos, tras la que entró en el accionariado la empresa pública de Cantabria Sodercan. En 1996 se produjo una tercera suspensión de pagos (ya contaba con 2.000 millones de pesetas de deuda), con declaración de quiebra en 1997: a partir de este último año Fideisa se hizo con la gestión de la fábrica iguñesa. Para el año 2002 la deuda se había reducido a 800 millones de pesetas.
En los últimos años se especializó en hilo de lino de alta calidad fabricado al agua, sector en el que la fábrica era competitiva, pero que dependía en demasía de la moda para su demanda. A pesar de las concesiones de los propios empleados, la competencia del lino procedente de China y la mano de obra del Este de Europa hicieron inviable la empresa. En 2004 Fideisa ofreció a Sodercan y a los 55 empleados de Hilaturas de Portolín la posibilidad de hacerse con la factoría por el precio simbólico de un euro, haciéndose cargo de la deuda de 4,4 millones de euros. La fábrica cerró finalmente en 2005.